# لؤلؤة مينائية
اللؤلؤة المينائية أو لؤلؤة الميناء (بالإنجليزية: enamel pearl)‏ هو اختلاف نمائي في الأسنان، يظهر على شكل خرز أو عقيدات من الميناء في أماكن لا يمكن ملاحظتها عادةً.

## المظهر والموقع
تتواجد اللآلئ المينائية على نحو شائع بشكل كروي، ولكنها يمكن أن تكون أيضًا مخروطية أو اسطوانية أو بيضاوية أو بشكل دمعة أو غير منتظمة الشكل. تختلف في الحجم حيث يبلغ متوسط قطرها 1.7 ملم. وتتواجد في أغلب الأحيان عند مفترق جذور الأرحاء، ولا تُلاحظ عادةً في الأسنان أحدية الجذر كالقواطع والأنياب.

## آليات التشكيل
توجد عدة نظريات حول تطور اللؤلؤة المينائية، إذ لا توجد آلية محددة. تتكون اللؤلؤة المينائية بشكل أساسي من الميناء، ولكن معظمها يحتوي على نواة من العاج بداخلها.
تشير النظرية الأكثر قبولًا على نطاق واسع إلى أن اللآلئ المينائية تتشكل من بقايا غمد الجذر الظهاري (غمد هيرتويغ)، الذي يلتصق بسطح السن بعد نمو الجذر. أثناء النمو الطبيعي للسن، بعد أن يبدأ تكوين العاج على سطح الجذر، يتفكك الغمد ويبتعد عن الجذر، مما يسمح لخلايا الجراب السني بالاتصال مع ما قبل العاج. هذا يسبب البدء في تمايز الخلايا الملاطية التي بدورها ترسب الملاط. ومع ذلك، عندما يظل الغمد ملتصق بسطح الجذر، يكون لهذه الأجزاء احتمالية التطور إلى أرومة الميناء الوظيفية، بعد ذلك يترسب الميناء على سطح الجذر، وبذلك تتكون اللآلئ المينائية. تعتبر هذه النظرية غير حاسمة لأنها لا تأخذ في الحسبان مكون العاج في بعض اللآلئ المينائية.
تقترح النظريات البديلة أن تكوين اللآلئ المينائية شبيهة بتطور الحديبات أو الحدبات الزائدة، وبالتالي يجب في هذه الحالة أن يحدث تكوين اللآلئ أثناء تكوين العاج الأولي. قد تتشكل اللآلئ المينائية داخل الأسنان أثناء تكوين السن، عندما تغزو أرومة الميناء داخل العاج النامي. وبالمثل، قد تغزو خلايا ظهارة الميناء الداخلية النسيج الضام للحليمة السنية، فتنتج لؤلؤة مينائية داخلية.

### التصنيف
يمكن أن تتكون اللآلئ المينائية من أنسجة سنية مختلفة (الميناء أو العاج وما إلى ذلك) وبالتالي يمكن تصنيفها على أساس هذا التركيب. تُشكل اللآلئ المينائية العاجية (بالإنجليزية: enamel-dentin pearls)‏ النسبة الأكبر من اللآلئ، وتتألف من قلب العاج القنيوي المحاط بالميناء. قد تحتوي اللآلئ المينائية العاجية الكبيرة على لب بداخلها وتسمى اللآلئ المينائية العاجية اللبية (بالإنجليزية: enamel-dentin-pulp pearls)‏. يُطلق على اللآلئ المكونة من الميناء فقط اسم اللآلئ المينائية الحقيقية أو اللآلئ المينائية البسيطة.

## الانتشار
تشير التقديرات إلى أن اللؤلؤة المينائية تحدث في 1.1 – 9.7% من الأرحاء الدائمة، مع هذا وجدت معدلات أعلى عند إجراء الكشف عن اللآلئ المينائية تشريحيًا لا سريريًا. عُثر على أعلى معدل انتشار للآلئ المينائية في الرحى الثالثة من الفك العلوي، بنسبة حدوث حوالي 75%. تشمل مواقع الحدوث الأخرى الشائعة الرحى الثالثة من الفك السفلي، والرحى الثانية العلوية. يحدث تواجد لؤلؤتين مينائيتين على نفس السن بنسبة 8.7% من الأسنان المصابة، وقد جرى توثيق ما يصل إلى أربع لآلئ مينائية في نفس السن.